# Překladač Intel C++
Překladač Intel C++ (anglicky Intel C++ Compiler, známý též pod jmény icc nebo icl) popisuje skupinu překladačů jazyka C/C++ od společnosti Intel. Tyto překladače jsou k dispozici pro platformy Linux, Microsoft Windows a macOS. Podporují kompilace pro architektury procesorů IA-32, Intel 64, Itanium 2 a XScale a to včetně nových sad instrukcí, které tyto procesory obsahují (včetně SSE, SSE2 a SSE3 SIMD a již starší instrukce MMX a MMX 2). Překladače Intel C++ také podporují jak OpenMP, tak i automatickou paralelizaci symetrického multiprocesoringu.
Tyto překladače patří do rodiny překladačů tzv. Edison Design Group, ve které jsou společnosti jako SGI MIPSpro, Comeau C++, Portland Group a další. Jsou používány při testování výkonu procesorů jako je SPEC CPU, benchmark pro architektury IA-32, x86-64 a Itanium 2.

## Optimalizace
Intel stále pracuje na optimalizaci kódu překladačů pro svůj hardware za účelem odladění chyb a kvůli co možná nejnižšímu vytížení procesoru. Intel C++ Compiler podporuje tři základní techniky pro optimalizaci kompilovaného programu. Jsou to: optimalizace mezi procedurami „Interprocedural optimization“ (IPO), optimalizace v závislosti na profilu „Profile-Guided Optimization“ (PGO) a vysokoúrovňové optimalizace „High Level Optimizations“ (HLO).

## Jazyky
Balíček překladačů společnosti Intel se zaměřuje hlavně na jazyky C, C++, a Fortran.

## Podporované architektury
- IA-32
- x86-64 (IA-64 a AMD64)
- IA-64 (například Itanium)
- XScale

## Verze
Některé důležité aktualizace do listopadu 2007:
| Verze kompilátoru       | Datum vydání     | Významné změny |
| ----------------------- | ---------------- | --- |
| Intel C++ Compiler 10.1 | 7. listopad 2007 | Nová knihovna OpenMP*: při použití této knihovny je možné používat knihovny vytvořené ve Visual C++. Pro použití těchto nových knihoven je nutné zavést příkaz „-Qopenmp /Qopenmp-lib:compat“ ve Windows či „-openmp -openmp-lib:compat“ v systému Linux |
| Intel C++ Compiler 10.0 | 5. červen 2007   | Optimalizace překladačů pro vícejádrové procesory Intel. |
| Intel C++ Compiler 8.1  | ?                | Podpora architektury AMD64 (pro Linux). |
| Intel C++ Compiler 7.1  | ?                | Částečná podpora pro Intel Pentium 4 s (SSE3). |

### Experimentální a Alfa verze
Pro doplnění – byly vydány i tyto Experimentální verze:
| Verze kompilátoru                      | Datum vydání  | Významné změny |
| -------------------------------------- | ------------- | --- |
| Kompilátor Intel STM Prototype Edition | 17. září 2007 | Tato experimentální verze kompilátoru Intel přináší podporu pro „Software Transactional Memory“ (STM). Tato verze STM kompilátoru je napsaná pro operační systémy Linux a Windows, produkuje 32bitový kód pro procesory x86 (Intel a AMD). Intel zde přišel s myšlenkou ulehčení programování vícevláknových aplikací. STM kompilátor vyžaduje předchozí instalaci kompilátoru Intel. |

## Přepínače a parametry
| Windows | Linux | Komentář |
| ------- | ----- | --- |
| /Od     | -O0   | Bez optimalizace |
| /O1     | -O1   | Optimalizace velikosti |
| /O2     | -O2   | Optimalizace rychlosti |
| /O3     | -O3   | Nastaví stejné optimalizace jako O2, ale přidává optimalizaci „intensive loop“ |
| /fast   | -fast | Zkratka. Ve Windows má stejnou funkci jako „/O3 /Qipo /xT /no-prec-div“ v Linuxu „-O3 -ipo -static -xT -no-prec-div“. Parametr (-xT) se mění v závislosti na verzi kompilátoru. Tato zkratka je tedy užitečná při vydávání dalších verzí programu. |

## Ladění
V kompilátoru Intel jsou ladící prvky ze standardních debuggerů (DWARF 2 pod Linuxem, podobný gdb a COFF ve Windows). Parametry pro kompilaci s ladícím režimem jsou /Zi ve Windows a -g v Linuxu.
Intel také dodává vlastní debugger nazvaný idb, který může běžet jak pod dbx tak i v příkazovém řádku kompatibilním s gdb.
Intel poskytuje profilovací program na úrovni jádra s názvem VTune. VTune má uživatelsky přívětivé GUI (integrováno ve Visual Studiu pro Windows a v Eclipse pro Linux) a také možnost ovládat ho z příkazového řádku.